# Antoine Rivet de La Grange
Antoine Rivet de La Grange (Confolens, 30 de octubre de 1683 - Le Mans, 7 de febrero de 1749) fue un historiador francés, religioso benedictino de la congregación de San Mauro. 
Proveniente de una familia oriunda de Niort, en el Poitou, era hijo de Louis Rivet de la Grange y de su segunda esposa Marie Maillard; de los hijos del primer matrimonio de aquel, el mayor era gobernador del castillo de Brignoles, y el menor médico de la duquesa de Hannover. Parientes suyos eran los escritores André y Guillaume Rivet, de una rama familiar de religión calvinista. 
Cursó sus primeros estudios en su villa natal, estudiando después con los dominicos de Poitiers. Influenciado por un accidente con el caballo que estuvo a punto de costarle la vida, en 1704 profesó en la orden de San Benito en la abadía de Marmoutier perteneciente a la congregación de San Mauro; allí estudió filosofía y teología, materias en las que después se perfeccionó en una pequeña academia que la congregación tenía en Saint-Florent de Saumur. En 1716 pasó al monasterio de Saint Cyprien de Poitiers, y al año siguiente fue enviado a París para colaborar con otros frailes en la elaboración de un diccionario de personajes ilustres benedictinos, que nunca llegó a publicarse. 
A pesar de su talento y de sus solicitudes para permanecer en París, donde tenía mayor facilidad para llevar a cabo sus estudios, su oposición a la bula Unigenitus en la que Clemente XI condenaba las tesis de Pascasio Quesnel y la publicación de su necrología de Port Royal des Champs le hicieron sospechoso de jansenismo, y en 1723 fue relegado a la abadía de Saint Vicent de Le Mans, en la que pasaría el resto de sus días entregado a la redacción de su obra maestra, una recopilación de escritores franceses ordenados cronológicamente titulada Histoire littéraire de la France. Aprovechando los trabajos dejados por sus correligionarios Guillaume Roussel, François Mery, François Chazal y Pierre Maloet y con la ayuda de Joseph Duclou, Maurice Poncet y Jean Colomb, en 1733 dio a la imprenta el primer volumen, al que siguieron otros ocho en los que relacionaba los autores desde el estado en que se encontraba la literatura en la Galia antes de Jesucristo hasta el siglo XI. Fallecido en 1749 tras sacar el noveno tomo, la obra sería continuada primero por los mauristas Charles Clémencet y François Clément y más tarde por la Academia de las inscripciones y lenguas antiguas del Instituto de Francia hasta alcanzar los 43 volúmenes a principios del siglo XXI.